# Microcharis welwitschii
Microcharis welwitschii là một loài thực vật có hoa trong họ Đậu. Loài này được (Baker) Schrire mô tả khoa học đầu tiên.